# Hilo
Hilo (ˈhiːloʊ) ist mit rund 44.000 Einwohnern (Stand 2020) die größte Stadt auf Big Island im US-Bundesstaat Hawaii. Sie ist auch Hauptstadt des Hawaii County und damit der gesamten Insel. Hilo liegt an der Hilo Bay genannten Bucht im Nordosten der Insel.

## Geographie

### Geographische Lage
Hilo liegt in der Nähe der jeweils über 4000 m hohen Vulkane Mauna Loa und Mauna Kea. Auf letzterem befindet sich eine Vielzahl astronomischer Instrumente. Unter der Bezeichnung Mauna-Kea-Observatorium werden hier die größten Teleskope der Welt betrieben, darunter die beiden Keck-Teleskope, das Subaru-Teleskop, sowie das nördliche Gemini-Teleskop und das James-Clerk-Maxwell-Teleskop.

### Klima
Die Lage der Stadt ist dafür verantwortlich, dass Hilo eine der regenreichsten Städte der Welt ist. Jährlich fallen 3281 mm Niederschlag. Die Lage an der Hilo Bay sorgt dafür, dass die Stadt besonders anfällig für Tsunamis ist.
Aufgrund der Lage auf der Regenseite der Insel sind die Besucherzahlen auf der „Hilo-Seite“ (Ostseite) deutlich geringer als der wärmeren, trockenen Westseite. Im Jahr 2007 besuchten rund 700.000 Touristen die Hilo-Seite. Hilo ist ein beliebter Ausgangspunkt für Besuche im Hawaii Volcanoes National Park, der über den Highway 11 schnell zu erreichen ist. Auch Helikopterflüge über die Vulkangebiete starten am Flughafen von Hilo.
|                       | Jan  | Feb  | Mär  | Apr  | Mai  | Jun  | Jul  | Aug  | Sep  | Okt  | Nov  | Dez  |   |      |
| Mittl. Tagesmax. (°C) | 26,6 | 26,6 | 26,4 | 26,6 | 27,3 | 28,2 | 28,3 | 28,7 | 28,8 | 28,4 | 27,4 | 26,7 | ⌀ | 27,5 |
| Mittl. Tagesmin. (°C) | 17,6 | 17,6 | 18,0 | 18,6 | 19,2 | 19,8 | 20,3 | 20,5 | 20,3 | 20,1 | 19,3 | 18,2 | ⌀ | 19,1 |
|                       |      |      |      |      |      |      |      |      |      |      |      |      |   |      |
| Niederschlag (mm)     | 251  | 261  | 354  | 388  | 252  | 158  | 247  | 237  | 217  | 244  | 369  | 306  | Σ | 3284 |
|                       |      |      |      |      |      |      |      |      |      |      |      |      |   |      |
| Sonnenstunden (h/d)   | 5,2  | 5,2  | 4,9  | 4,4  | 4,8  | 5,8  | 5,5  | 5,4  | 5,3  | 4,5  | 3,9  | 4,1  | ⌀ | 4,9  |
|                       |      |      |      |      |      |      |      |      |      |      |      |      |   |      |
| Regentage (d)         | 14   | 14   | 20   | 22   | 22   | 20   | 24   | 22   | 20   | 20   | 20   | 17   | Σ | 235  |
|                       |      |      |      |      |      |      |      |      |      |      |      |      |   |      |
| Wassertemperatur (°C) | 24   | 24   | 24   | 24   | 25   | 25   | 26   | 26   | 26   | 26   | 25   | 24   | ⌀ | 24,9 |
|                       |      |      |      |      |      |      |      |      |      |      |      |      |   |      |
| Luftfeuchtigkeit (%)  | 77   | 76   | 78   | 80   | 79   | 77   | 80   | 80   | 79   | 80   | 80   | 79   | ⌀ | 78,8 |

| 17,6 |

| 17,6 |

| 18,0 |

| 18,6 |

| 19,2 |

| 19,8 |

| 20,3 |

| 20,5 |

| 20,3 |

| 20,1 |

| 19,3 |

| 18,2 |

| 17,6 |

| 17,6 |

| 18,0 |

| 18,6 |

| 19,2 |

| 19,8 |

| 20,3 |

| 20,5 |

| 20,3 |

| 20,1 |

| 19,3 |

| 18,2 |

### Tsunami-Gefahr

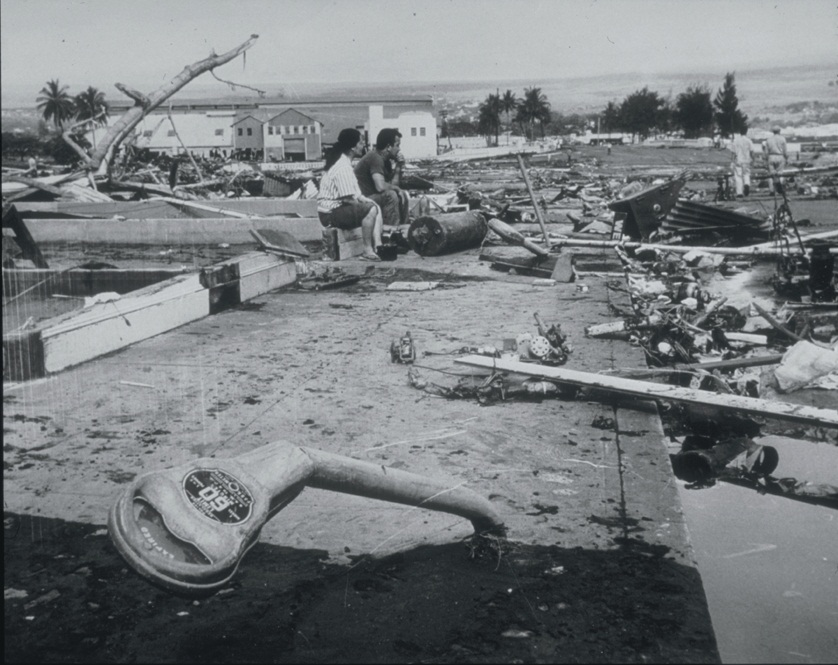
Schäden nach dem Tsunami von 1960

Um die Gefährdung der Stadt durch Tsunamis in den Griff zu bekommen, wurde im Jahr 1900 damit begonnen, eine Barriere in der Hilo Bay zu errichten. Diese wurde im Jahre 1929 fertiggestellt. Sie erwies sich jedoch als nutzlos, als am 1. April 1946 ein 14 Meter hoher Tsunami große Teile der Stadt zerstörte und insgesamt 159 Menschenleben forderte. Ursache für die Flutwelle war ein Erdbeben der Magnitude 8,6 vor der Aleuten-Insel Unimak. Verstärkend auf die Zerstörungen wirkte sich die Seiche der Hilobucht aus, das heißt der Einfluss von Form und Größe der Bucht auf die Amplitude (Wellenhöhe) von Sekundärwellen des eigentlichen Tsunamis.
Ein Resultat dieser Katastrophe war die Errichtung des Pacific Tsunami Warning Center. Heutzutage können so mit Hilfe einer Vielzahl von Sensoren im gesamten Pazifik sich bildende Tsunamis kurzfristig vorhergesagt werden.
Am 23. Mai 1960 wurde Hilo erneut von einem Tsunami heimgesucht. Dabei kamen insgesamt 61 Menschen ums Leben. Hauptursache für die trotz Warnsystem hohe Anzahl an Todesopfern war das Ignorieren der Warnsirenen. Diese Flutwelle wurde vom Großen Chile-Beben in 10.000 km Entfernung ausgelöst, das mit einer Magnitude von 9,5 das stärkste Beben des 20. Jahrhunderts war.

## Demographie
Beim Census 2020 gaben die 44.186 Einwohner folgende Ethnizitätszugehörigkeit an: 36 % gemischtrassig, 32,4 % asiatisch 19,7 % weiß, 11,8 % hispanic, 10,3 % hawaiisch/polynesisch/mikronesisch und 0,8 % schwarz/afroamerikanisch. 21 % der Einwohner waren unter 18 Jahre alt.

## Infrastruktur

### Verkehr
Hilo verfügt über einen Tiefgang-Hafen, der auch von Kreuzfahrtschiffen angelaufen wird. Der Flughafen Hilo verbindet Hilo mit den anderen Inseln sowie mit dem Festland. Er ist der zweitgrößte Flughafen der Insel nach dem Kona International Airport at Keahole. Hier haben auch verschiedene Veranstalter von Helikopterflügen ihren Sitz, die u. a. Flüge für Touristen zu den Lavafeldern an der Südküste, den Wasserfällen der Umgebung oder über den aktiven Vulkan anbieten.
Hilo ist mit dem Hele-On-Bus an den öffentlichen Nahverkehr der Insel angeschlossen.

### Kultur

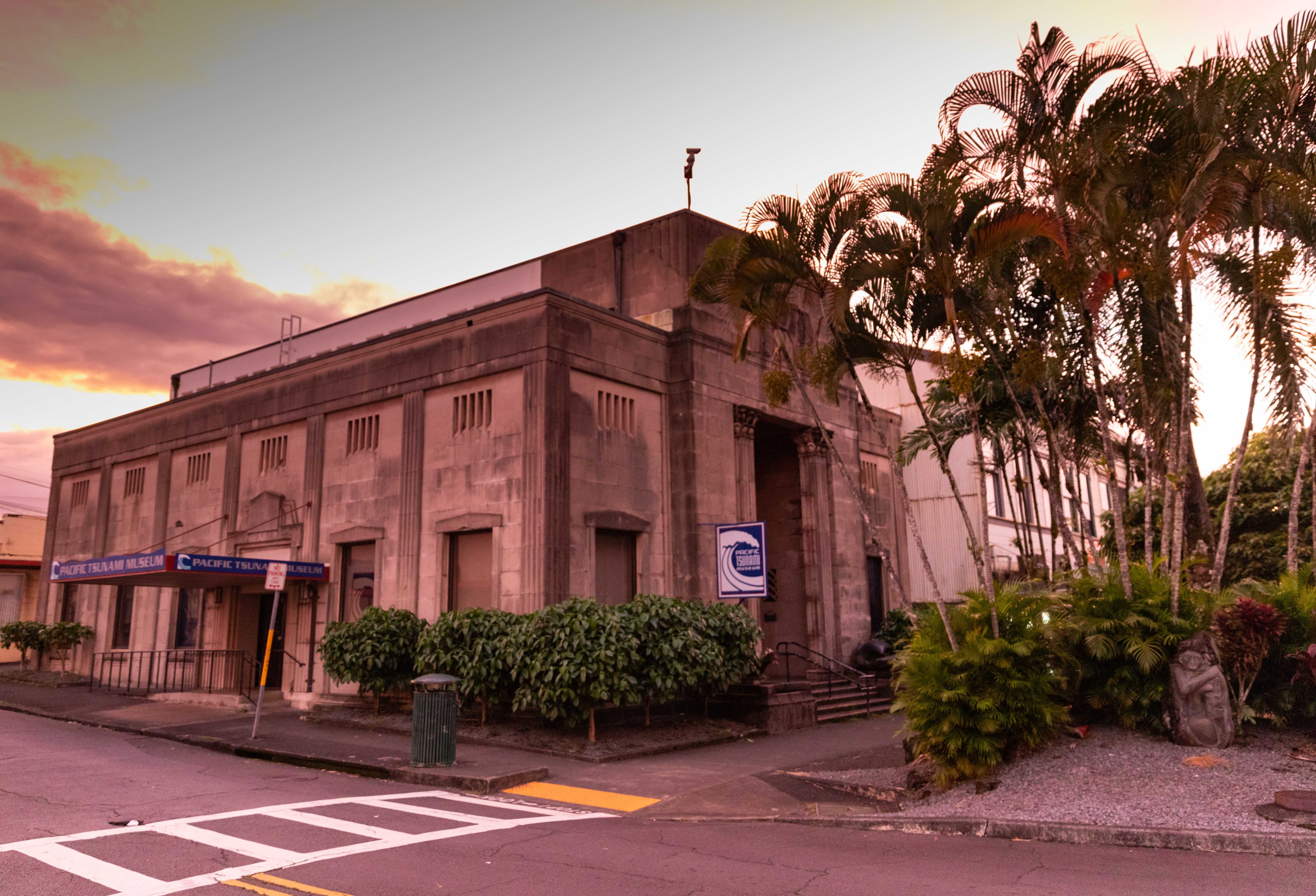
Pacific Tsunami Museum

In Hilo findet jedes Jahr der weltweit größte Hula-Tanzwettbewerb, das Merrie Monarch Festival, statt.
Das Pacific Tsunami Museum wurde 1998 in einem historischen Bankgebäude der First Hawaiian Bank eröffnet. Es soll an die schweren Zerstörungen der Tsunamis am 1. April 1946 und 23. Mai 1960 erinnern.

### Medien
In Hilo erscheint die Hawaii Tribune-Herald, ein Tochterunternehmen der Stephens Media Group.

### Öffentliche Einrichtungen

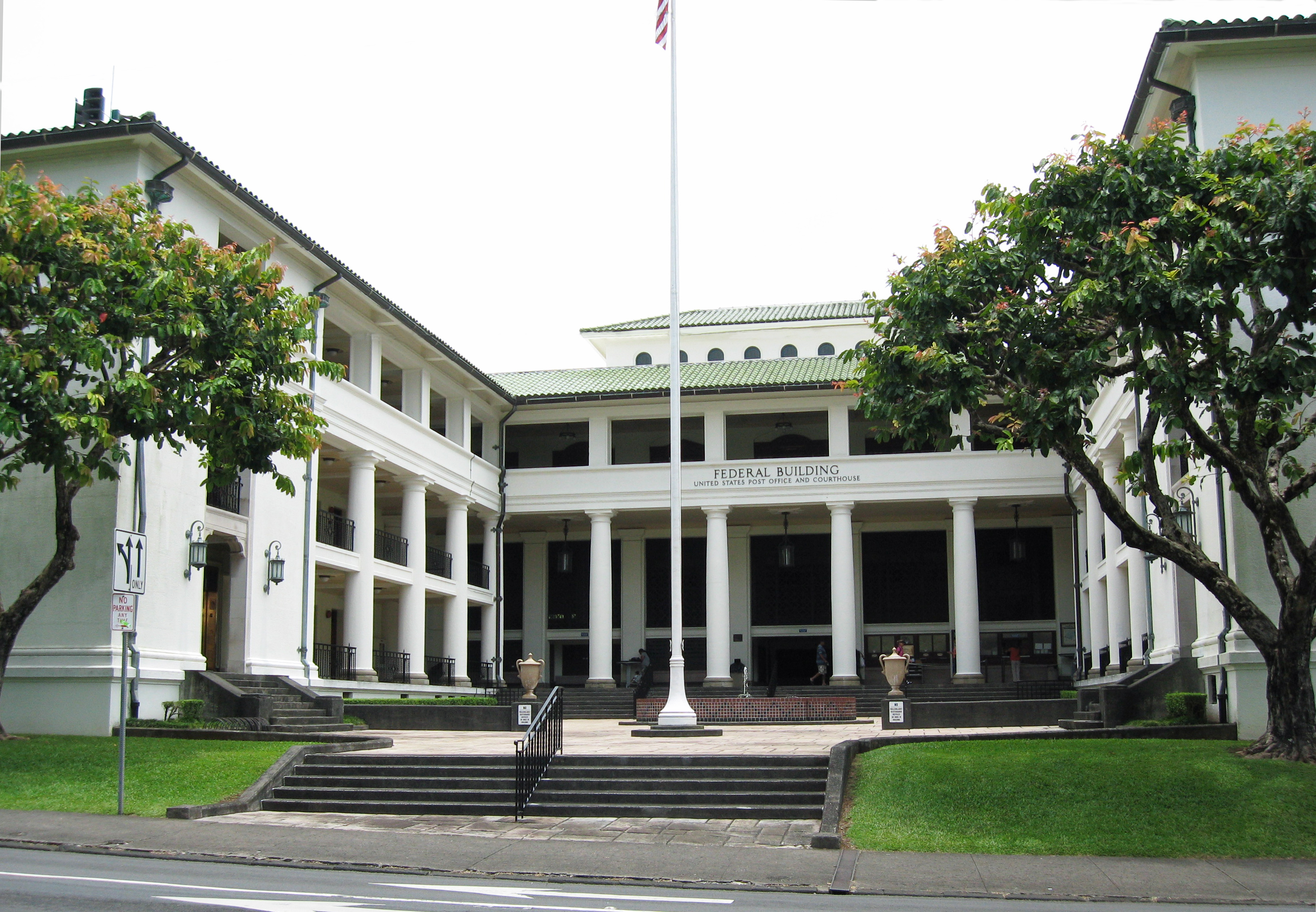
Federal Building

Hilo verfügt u. a. über ein Krankenhaus, ein Tsunami-Museum und drei Einkaufszentren. Im 1917 errichteten Federal Building befinden sich ein Gericht, eine Post und eine Zweigstelle des US-Landwirtschaftsministeriums. Das Gebäude wurde 1974 in das National Register of Historic Places aufgenommen.

### Bildung
Die University of Hawaiʻi at Hilo mit einem Campus im Süden der Innenstadt ist Teil der University of Hawaiʻi. An das Campusgelände grenzt die Waiakea-Schule an (High School und Intermediate School). Die privat geführte Kamehameha-Schule, die nur Schüler mit hawaiischer Abstammung aufnimmt, betreibt ebenfalls einen Standort in Hilo.

## Persönlichkeiten

### Söhne und Töchter der Stadt
- Rodney Anoa'i (1966–2000), Wrestler
- Gabe Baltazar (1929–2022), Jazz-Altsaxophonist
- Keiko Bonk
- Ed Case (* 1952), Politiker
- Wesley Correira (* 1978), MMA-Kämpfer
- Al Dacascos (* 1942), Kampfkünstler
- Jimmy Feigen (* 1989), Schwimmer
- Ryan Higa
- Kai Kahele (* 1974), Politiker
- Harry Kim
- Robert Kiyosaki (* 1947), Geschäftsmann und Autor von Selbsthilfebüchern
- Troy Mandaloniz
- Gerald Okamura
- Brittni Paiva
- B.J. Penn (* 1978), Mixed-Martial-Arts- und Brazilian-Jiu-Jitsu-Kämpfer
- Bob Shane

## Sonstiges

### Galerie

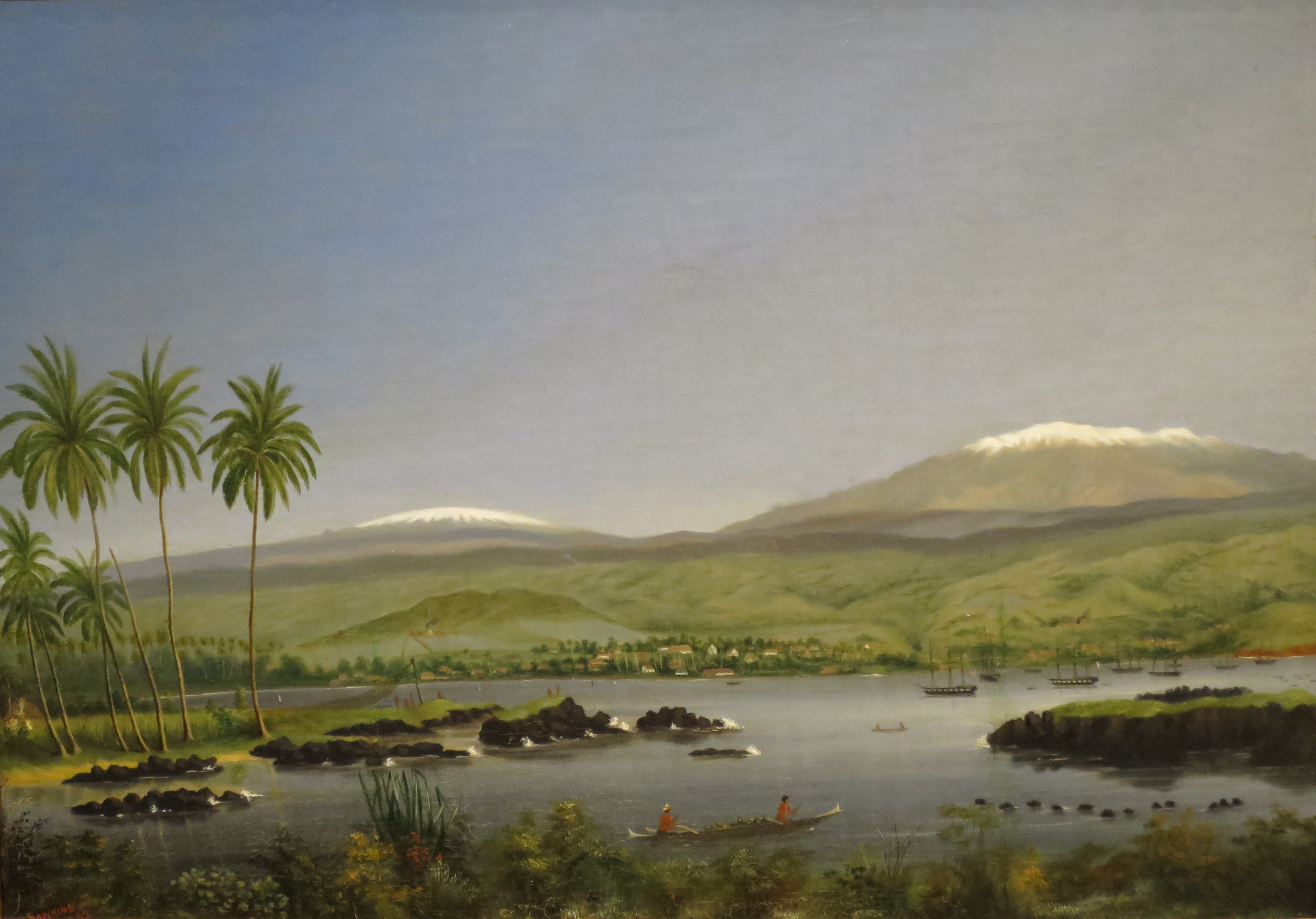
Ölgemälde Hilo from the Bay von James Gay Sawkins mit den schneebedeckten Gipfeln von Mauna Loa und Mauna Kea im Hintergrund
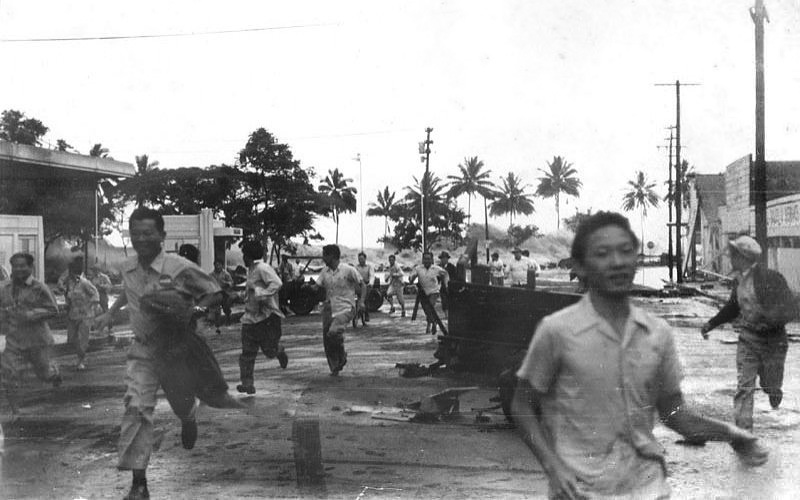
Einwohner von Hilo flüchten vor dem Tsunami am 1. April 1946 (Pacific Tsunami Museum in Hilo)
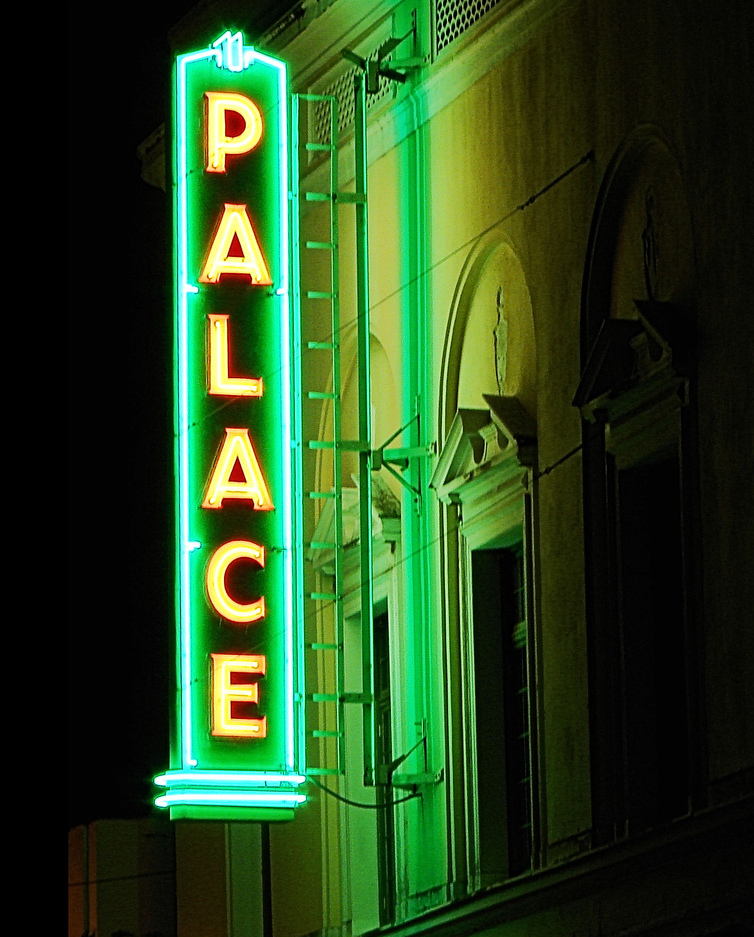
Palace Theater in Hilo
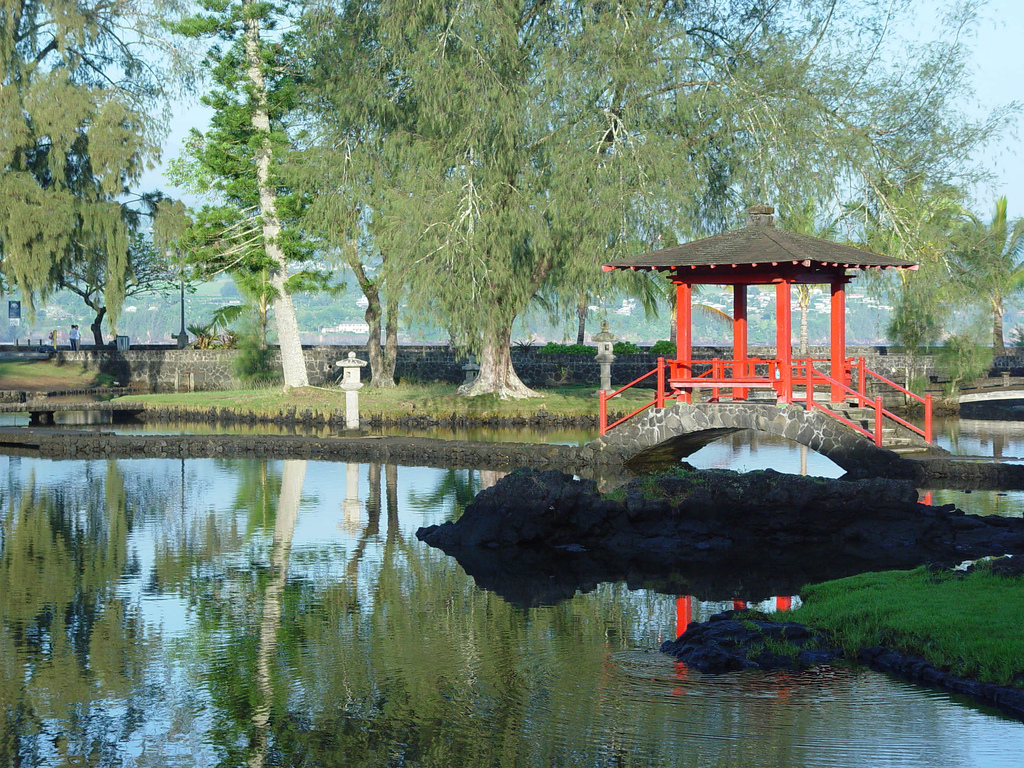
Liliʻuokalani Gardens in Hilo
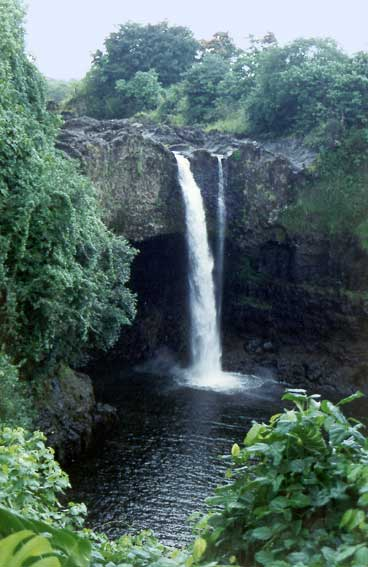
Die Regenbogenfälle (Ka Uao Waiānuenue, Rainbow Falls) in der Nähe von Hilo
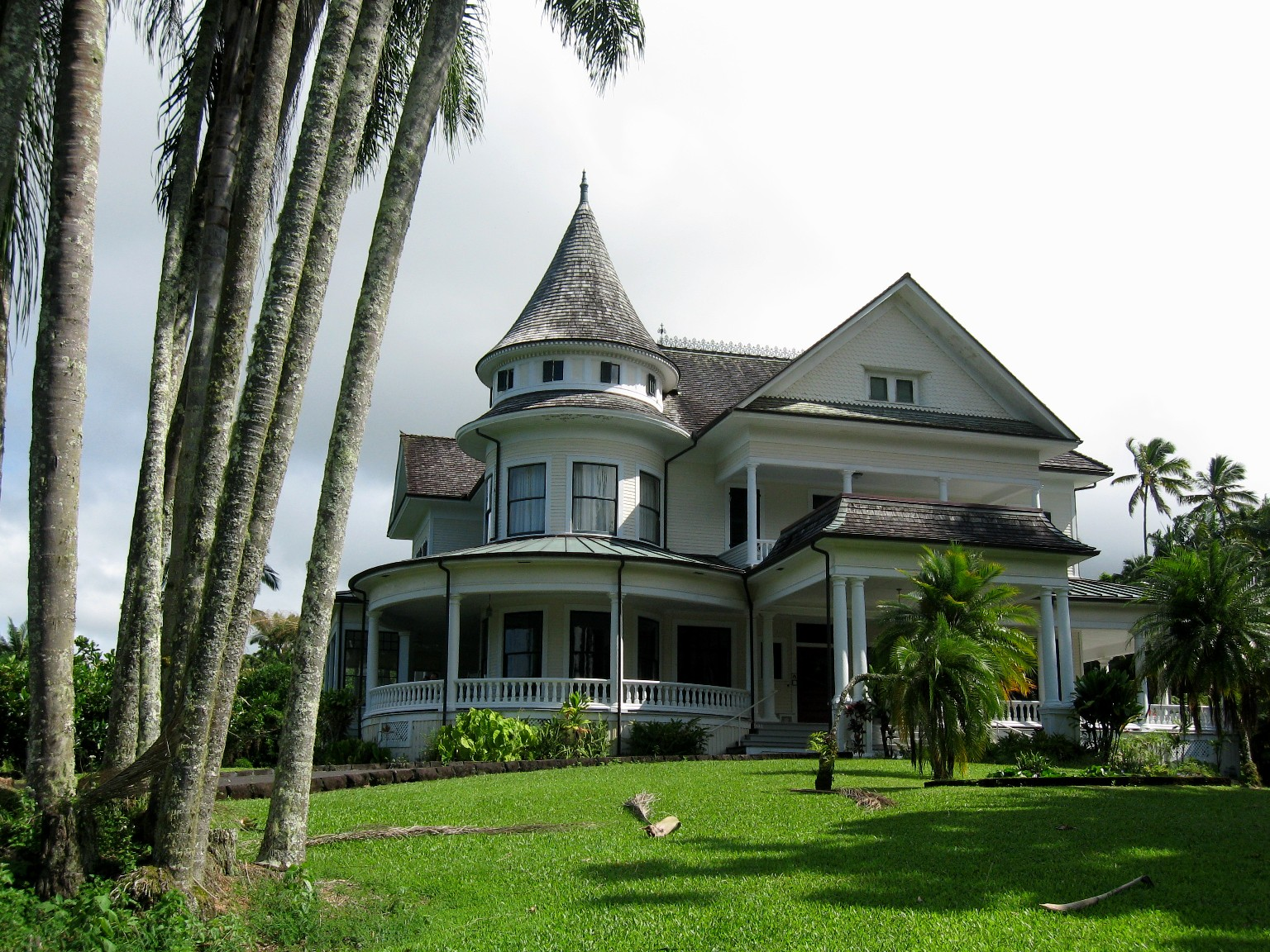
Haus der Rancherfamilie Shipman von 1899 in Hilo, im National Register of Historic Places gelistet